# گزارشگر ورزشی

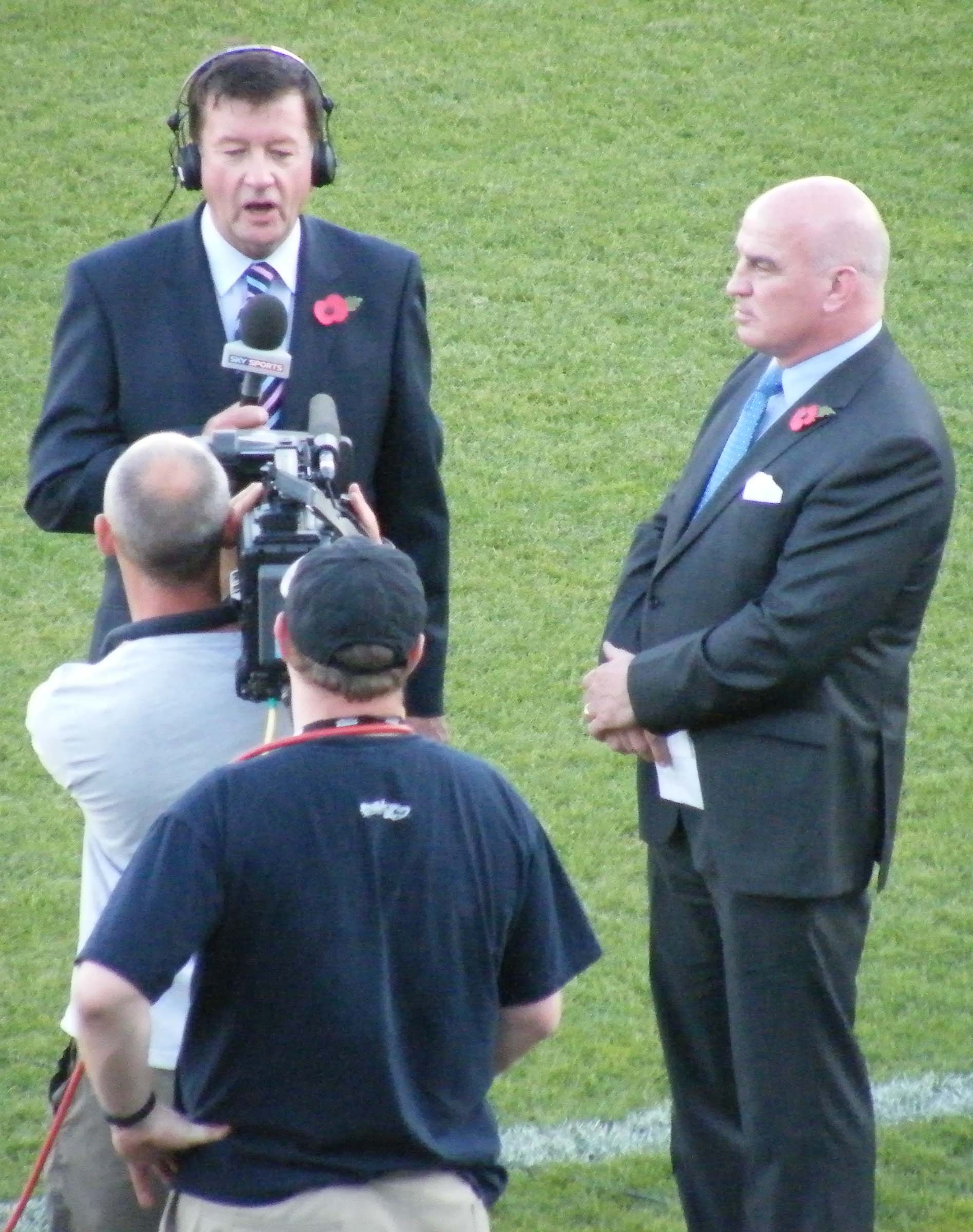
گزارشگران ورزشی درحال تهیه گزارش

مفسر ورزشی (انگلیسی: Sports commentator) یا گزارشگر ورزشی به‌طور کلی به تفسیرکننده رویدادهای ورزشی مفسر ورزشی می‌گویند. در پخش ورزشی، یک مفسر ورزشی (همچنین به عنوان گوینده ورزشی، ورزشکار یا گوینده پخش بازی) نیز گفته می‌شود که یک بازی یا یک رویداد را در زمان برگزاری، به‌طور معمول هنگام پخش مستقیم، تفسیر و تحلیل می‌کند. رادیو نخستین رسانه برای پخش برنامه‌های ورزشی بود و مفسران رادیو باید همه جوانب این اقدام را برای شنوندگان توصیف می‌کردند در حالی که شنوندگان نمی‌توانستند خودشان آن رقابت را ببینند.